# Tournoi des Cinq Nations 1963
Navigation
Tournoi 1962 Tournoi 1964
Le Tournoi des Cinq Nations 1963 se déroule du 12 janvier au 23 mars 1963. La victoire des Anglais est agrémentée d'un rare Petit Chelem, ils battent notamment les Gallois chez eux pour la dernière fois avant 1991. L’Angleterre échoue dans la conquête d'un Grand Chelem par la faute d'un match nul concédé à Dublin face à l'Irlande.

## Classement
- Légende :
J matches joués, V victoires, N matches nuls, D défaites
PP points pour, PC points contre, Δ différence PP-PC
Pts points de classement (2 points pour une victoire, 1 point en cas de match nul, rien pour une défaite)
T : Tenante du titre 1962.

| Rang | Nation         | J | V | N | D | PP | PC | Δ   | Pts |
| ---- | -------------- | - | - | - | - | -- | -- | --- | --- |
| 1    | Angleterre     | 4 | 3 | 1 | 0 | 29 | 19 | +10 | 7   |
| 2    | France (T)     | 4 | 2 | 0 | 2 | 40 | 25 | +15 | 4   |
| 2    | Écosse         | 4 | 2 | 0 | 2 | 22 | 22 | 0   | 4   |
| 4    | Irlande        | 4 | 1 | 1 | 2 | 19 | 33 | -14 | 3   |
| 5    | Pays de Galles | 4 | 1 | 0 | 3 | 21 | 32 | -11 | 2   |

- Meilleure attaque : France ; meilleure défense : Angleterre ; meilleure différence de points : France.

## Résultats
Tous les matches se jouent un samedi sur neuf dates :
| 12 janvier 1963, Colombes  | France         | 06 - 11 | Écosse         |
| 19 janvier 1963, Cardiff   | Pays de Galles | 06 - 13 | Angleterre     |
| 26 janvier 1963, Dublin    | Irlande        | 05 - 24 | France         |
| 2 février 1963, Édimbourg  | Écosse         | 00 - 6  | Pays de Galles |
| 9 février 1963, Dublin     | Irlande        | 00 - 0  | Angleterre     |
| 23 février, Londres        | Angleterre     | 06 - 5  | France         |
| 23 février 1963, Édimbourg | Écosse         | 03 - 0  | Irlande        |
| 9 mars 1963, Cardiff       | Pays de Galles | 06 - 14 | Irlande        |
| 16 mars 1963, Londres      | Angleterre     | 10 - 8  | Écosse         |
| 23 mars 1963, Colombes     | France         | 05 - 3  | Pays de Galles |

## Les matches de la France
Suivent les feuilles de match de l'équipe de France :

### France - Écosse
| 12 janvier 1963 Temps clair et très froid. | France                                        | 6 - 11 (6-0) | Écosse                                                                                            | Stade de Colombes Pelouse durcie par le gel. 21 563 spectateurs Arbitre : R Williams |
| 12 janvier 1963 Temps clair et très froid. | Pénalité(s) : Albaladejo Drop(s) : A Boniface |              | Essai(s) : R Thomson Transformation(s) : K Scotland Pénalité(s) : K Scotland Drop(s) : K Scotland | Stade de Colombes Pelouse durcie par le gel. 21 563 spectateurs Arbitre : R Williams |
| 12 janvier 1963 Temps clair et très froid. |                                               |              |                                                                                                   | Stade de Colombes Pelouse durcie par le gel. 21 563 spectateurs Arbitre : R Williams |

### Irlande - France
| 26 janvier 1963 Temps gris | Irlande                                         | 5 - 24 (5-9) | France | Lansdowne Road, Dublin Terrain légèrement glissant. 30 000 spectateurs Arbitre : F Price |
| 26 janvier 1963 Temps gris | Essai(s) : O'Reilly Transformation(s) : Kiernan |              | Essai(s) : 4 G Boniface, Darrouy (3) Transformation(s) : 3/4 Albaldejo Drop(s) : 2 A Boniface, Albaladejo | Lansdowne Road, Dublin Terrain légèrement glissant. 30 000 spectateurs Arbitre : F Price |
| 26 janvier 1963 Temps gris |                                                 |              | | Lansdowne Road, Dublin Terrain légèrement glissant. 30 000 spectateurs Arbitre : F Price |

### Angleterre - France
| 23 février 1963 Beau temps froid. | Angleterre                | 6 - 5 (3-5) | France                                               | Twickenham, Londres Bon terrain, ballon glissant. 60 000 spectateurs Arbitre : D Mac Mahon |
| 23 février 1963 Beau temps froid. | Pénalité(s) : 2 J.Willcox |             | Essai(s) : G Boniface Transformation(s) : Albaladejo | Twickenham, Londres Bon terrain, ballon glissant. 60 000 spectateurs Arbitre : D Mac Mahon |
| 23 février 1963 Beau temps froid. |                           |             |                                                      | Twickenham, Londres Bon terrain, ballon glissant. 60 000 spectateurs Arbitre : D Mac Mahon |

### France - pays de Galles
| 23 mars Beau temps mais froid. | France                                               | 5 - 3 (0-3) | Irlande                 | Stade de Colombes Bon terrain 26 268 spectateurs Arbitre : P Brook |
| 23 mars Beau temps mais froid. | Essai(s) : G Boniface Transformation(s) : Albaladejo |             | Pénalité(s) : G Hodgson | Stade de Colombes Bon terrain 26 268 spectateurs Arbitre : P Brook |
| 23 mars Beau temps mais froid. |                                                      |             |                         | Stade de Colombes Bon terrain 26 268 spectateurs Arbitre : P Brook |